# Lärjeholms gård

Lärjeholms gård, Hjällbo 55:1 (tidigare 60:1), i Göteborg blev den 21 december 1973 byggnadsminne enligt Kulturmiljölagen. Gården ingår från 1991 i Higabs fastighetsbestånd. Adressen är Lärjeholmsvägen 12 sedan 1987.
Gården är belägen ungefär nio kilometer nordost om centrala Göteborg.  Huvudbyggnaden ligger 150 meter från Göta älv. Mellan gården och älven går E45:an och järnvägen. I söder utgör Lärjeån gräns för gårdens tomt. Rester av den gamla trädgårdsanläggningen omger byggnaderna. Öster om Lärjeholms gård finns en välvd stenbro över Lärjeån.

## Beskrivning av byggnaden

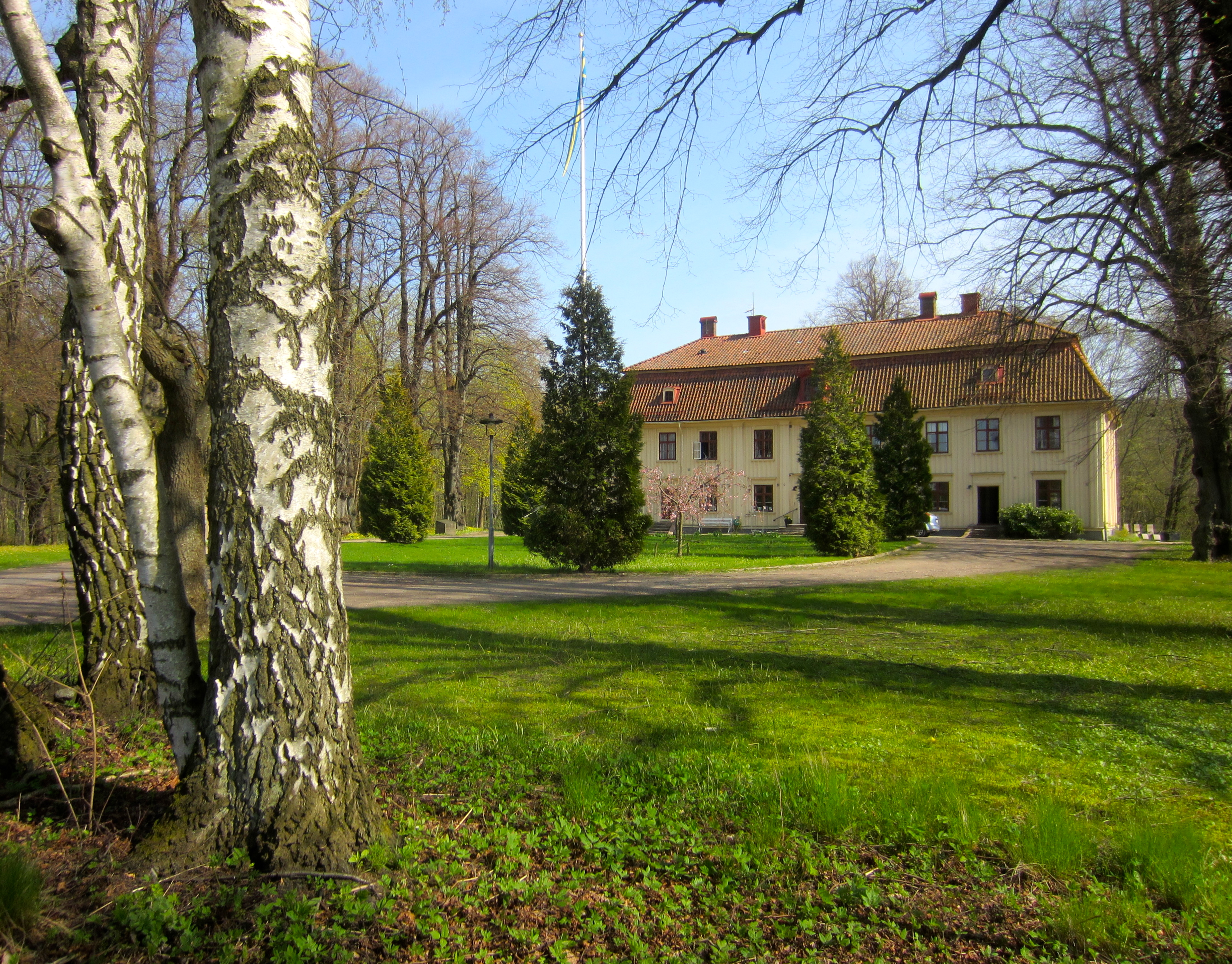
Lärjeholms Gård, april 2014.

Manbyggnaden är av trä, panelad och gulmålad och har ett stort tegeltäckt mansardtak. Huvudbyggnaden är i sengustaviansk stil med sparsamma dekorationer i klassicistisk stil, tidstypiskt för en svensk herrgård. Den är symmetriskt utformad och har fasader i gulmålad locklistpanel. Huset är uppfört i två våningar med oinredd vind. Huvudbyggnadens ursprungliga planlösning är delvis bibehållen. Av de två flyglarna finns idag endast en kvar. Flygelbyggnaden är uppförd i samma gulmålade locklistpanel som huvudbyggnaden och har ett liknande tak. Flygeln moderniserades invändigt 1974.
På huvudbyggnadens framsida finns tre ingångar. Den centralt placerade huvudentrén på framsidans mitt var till för husets ägare och familj. De två yttre ingångarna leder till husets första våning där kök och utrymmen för tjänstefolk fanns. Den andra, finare våningen är den som ägaren och hans familj bodde i. Här är takhöjden och fönstren en aning högre än i våningen under. Den inre planlösningen är i stort sett likadan som vid uppförandet. I ett utrymme i källaren syns spåren från medeltiden. Källarutrymmet är i grovhuggen sten med ett lågt tunnvalvstak och har klarat såväl eld som tidens tand.

## Tidigare ägare: Nipertz, Lilliehöök, Alströmer och Wachtmeister

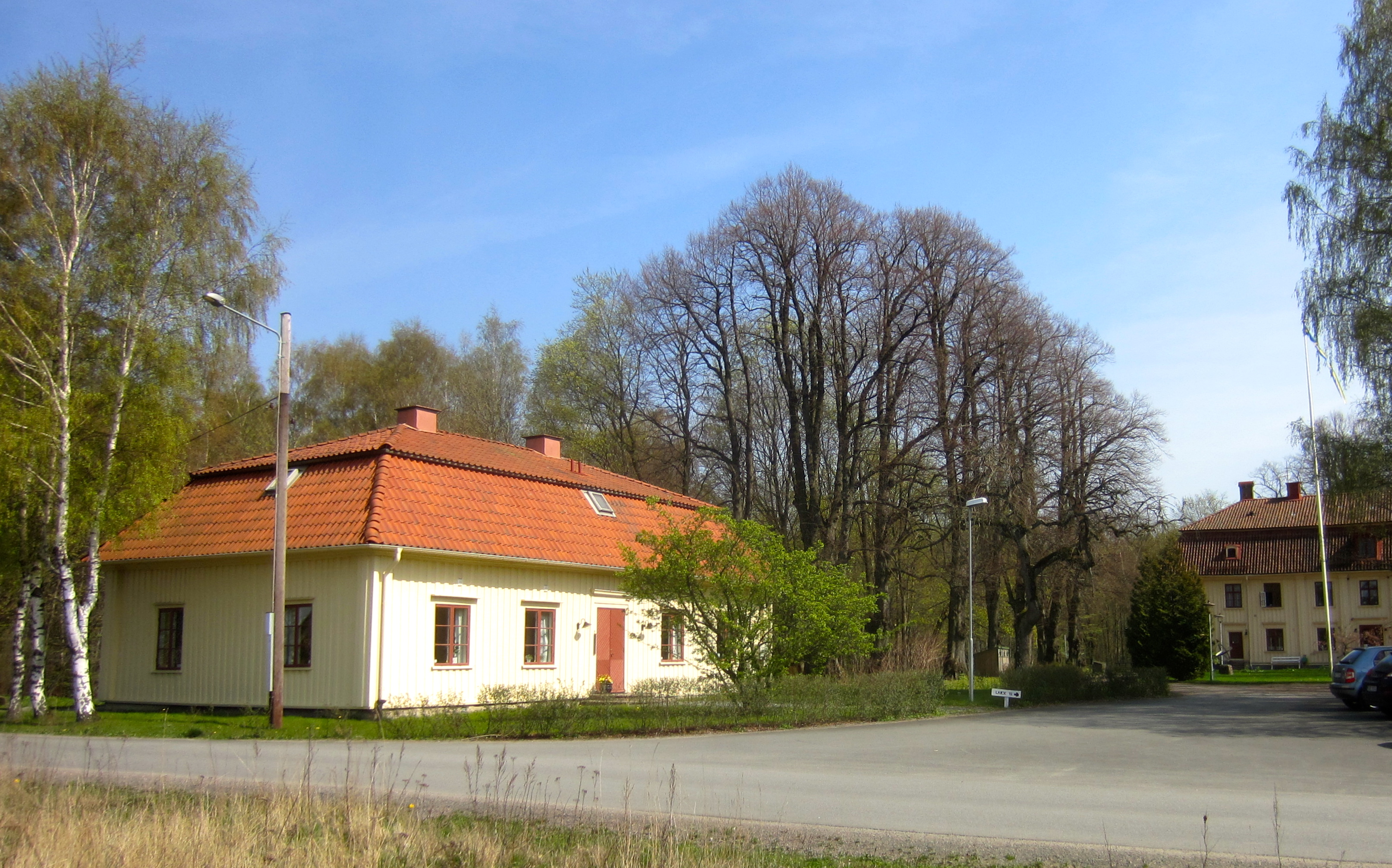
Flygeln vid infarten till Lärjeholms Gård.

Gården är känd från mitten av 1400-talet. Den nuvarande sengustavianska huvudbyggnaden och två flyglar uppfördes omkring år 1800. Gården har en delvis okänd historia, som går tillbaka till medeltiden. Lärjeholm omnämns första gången i ett köpebrev från 1463 då riddare Erik Nipertz köpte en tomt av Ingegerd Magnusdotter och Jeppe Andersson. Nipertz var åren 1457–70 ståthållare på Älvsborgs slott. Nästa dokumenterade ägarbyte var 1552 när Gudmund Börjesson köpte Lärjeholm.
År 1601 blir Gustav Vasas svägerska grevinnan Ebba Lilliehöök ägare till Lärjeholm. Om "grev Ebbas" hårda regemente sägs det, att borgarna i Nya Lödöse klagar: Fru Iba gör mykin forendring på stadz Egor med våld, och velie intaga vår boskap för att slå och fördärva. Den 29 september 1609 dog grevinnan på Lärjeholms gård. Under 1600-talet utsätts Lärjeholm flera gånger för danskarnas härjningar.
Från 1600-talet och framåt beskrivs Lärjeholm som ett säteri. Det är inte känt i vilken omfattning säteriet var bebyggt eller hur byggnaderna såg ut, men troligen fanns här en större huvudbyggnad med tillhörande ekonomibyggnader. Den danska hären brände ner Lärjeholms säteri 1645, men redan samma år byggdes det upp igen. Bland ägarna under 1600-talet märker man bland andra fältmarskalkarna Herman Wrangel och Krister Horn, medan det under 1700-talet var mindre krigiska, men förmögna köpmän från Göteborg som innehade säteriet, liksom industrimannen Jonas Alströmer.
År 1791 köptes Lärjeholm av amiral Claes Adam Wachtmeister, måg till den rike John Hall den äldre. Säteriets utseende en höstdag år 1803 har avbildats på en så kallad mezzotint. Det återger huvudbyggnaden från älvsidan mot vilken Lärjeån slingrar sig fram genom en nyligen anlagd park i engelsk stil. Redan i början av 1700-talet hade man en vacker allé, blomster- och fruktträdgårdar, grönsaksodlingar och ett par stora dammar där man födde upp rudor, braxnar och karpar.
År 1811 förvärvades Lärjeholms gård av köpmannen Abraham Robert Lorent, som hade gjort sig en förmögenhet på handel med bomull, socker och slavar. A.R. Lorent grundade sockerbruket vid Klippan 1808 och porterbryggeriet 1813. Han fortsatte även att bedriva handel och sjöfart samt brännvinsbränning. Lorents verksamhet gynnades av Napoleons kontinentalblockad, men då den så kallade briljanta tiden kom till sin ände i och med Napoleonkrigens slut kom Lorent i ekonomisk svårighet. På Lärjeholm bedrev han bland annat svinavel framgångsrik. A.R. Lorent dog 1836 och samma år ansökte hans bror om konkurs för de Lorentska bruken. År 1840 såldes Lärjeholm vidare för 91 300 riksdaler till herr J.C.E. Nolleroth.
Det var troligen Wachtmeister, som lät uppföra den huvudbyggnad, som finns kvar ännu idag. I samband med detta tillkom två flygelbyggnader. Den ena flygeln brann ner och byggdes aldrig upp igen, medan den andra finns kvar. Gården uppvisar inga tecken på yttre förändringar sedan denna tid.

## Beskrivningar
Flera besökare har under historien besökt Lärjeholm och skrivit om sina upplevelser.

### 1803
I september 1803 besöker Jonas Carl Linnerhielm Lärjeholm under en av sina många resor genom Sverige, han beskriver den på följande sätt.
| ”                                         | Ungefär en halv mil ifrån Staden, sedan flera nätta ställen visat sig, som njuta skugga vid sina boningar, syntes till venster om vägen Lerjeholm, Hans Ecell. Amiralen Hr. Greve Claës Wachtmeisters egendom. Dess byggnad har verkligen i sitt läge ett anseende af glädtighet och behag, med höghet förent; värdigt, för att ej säga överensstämmande, med de egenskaper, som gjort dess ägare älskad och aktad. Ofvanföre frodiga ängsmarker, der Göta Elf, såsom en stolt, men lugn, flod, sträcker sig fram, midt i en präktig skogslund visar sig den gula hufvudbyggningen fördelaktigt, och de öfriga husens tegeltak höja sin färg emot trädens grönska. Vid början af denna skog, som utgör en täck park, höllo vi med vagnen, och gingo på en trappa öfver stenmuren, som omger den. Promenad vägar slingrade behagligt genom parken, ömsom närmare, ömsom litet längre skilde från en å, som ljuf och klar böjer sig mellan de vackraste stränder. Efter de angenäma omvägar, hvartill vägens böjning föranledde oss, komma vi fram till gården, dit egentliga avenuen är genom en allé, som åtskiljer parken och vida åkerfält. På gården, vid sidorna om en stor aflång gazon, ovanligt, men täckt, innesluten av en häck, ses först tvenne motsvarande flyglar och sedan en mindre paviljon, hvilken till vis-à-vis har ett litet nätt orangeri och drifhus. Denna lilla irregularité behagar på ett ställe, som både i afseende på dess nuvarande ägare och sitt läge nära en så betydlig stad, är nästan att anse blott såsom ett lustslott. Corps de logis är temligen stort och har vackra, med smak inredda rum. Man njuter der utsigt dels åt parken, dels åt de omgifvande fälten och Göta Elf, som nu förde en mängd seglare genom hjordrika ängar. | „ |
| – Jonas Carl Linnerhielm, september 1803. | |   |

### 1839
Sommaren 1839 reste den tyske juristen Friedrich Karl Strombeck genom Sverige och besökte då Lärjeholm, han skriver:
| ”                                          | ...ligger ungefär en mil från staden i en högst romantisk trakt vid Götha elf. Hit blef jag bjuden tillika med en köpman i Götheborg, till hvilken jag var recommenderad. Herr Lorents fru, dotter till aflidne professor Castillon i Berlin, en högst bildad dam; hennes dotter, mor och syster vistades här för närvarande, och syntes föra ett genom litteratur och musik förädladt och förskönadt landtlif. Efter måltiden gjorde jag, med damerna och tvenne händelsevis närvarande unga konstnärer från södra Tyskland, en promenad genom parken och en del af den till godset hörande skogen. De bland mina läsare, som känna Harzberget, kan jag åter hänvisa till detsamma. De partier vi sågo, erinrade mig ständigt om skogssträckan mellan Harzburg och Jesenburg, längs efter bergskanten. Dock såg man här mest ekar, liksom der bokar företrädesvis trifvas. | „ |
| – Friedrich Karl Strombeck, sommaren 1839. | |   |

## Staden blir ägare - för vattnets skull
Göteborgs stad köpte Lärjeholms gård 1895. Anledningen till köpet var att kunna säkerställa kvaliteten på dricksvattnet till staden. I egendomens mark finns ett stort sandlager genom vilket det tillrinnande vattnet från älven filtreras på ett naturligt sätt. Under 1900-talet blev Lärjeholms gård behandlingshem. Från 1920 och framåt var gården hem för alkoholister, och från slutet av 1940-talet fungerade gården som en del av Lillhagens sjukhus. En utvändig restaurering av huvudbyggnaden skedde 1984 och 1992–95. Idag finns på gården behandlingslokaler, bostad och trädgårdsmästeri. Gården är uthyrd till ett motivations- och utredningshem inom Gryning Vård AB.